# Phemeranthus aurantiacus
Phemeranthus aurantiacus är en källörtsväxtart som först beskrevs av Engelmann, och fick sitt nu gällande namn av Kiger. Phemeranthus aurantiacus ingår i släktet Phemeranthus och familjen källörtsväxter. Inga underarter finns listade i Catalogue of Life.